# Teutschenthal
Teutschenthal település Németországban, azon belül Szász-Anhalt tartományban. Lakosainak száma 12 712 fő (2023. december 31.). Teutschenthal Obhausen és Salzatal községekkel határos.

### Közigazgatás
| Település         | Beolvasztás         | Településrész |
| ----------------- | ------------------- | --- |
| Angersdorf        | 2010. szeptember 1. | Angersdorf (Schlettauval) |
| Dornstedt         | 2010. január 1.     | Asendorf és Dornstedt |
| Holleben          | 2005. január 1.     | Benkendorf (Beuchlitzcel) és Holleben |
| Langenbogen       | 2010. január 1.     | Langenbogen (Bauernsiedlunggal) és Langenbogen Bahnhof |
| Steuden           | 2010. január 1.     | Etzdorf és Steuden |
| Teutschenthal     | 1950. július 15.    | Teutschenthal (haza tartozik Eckmühle, Schäferei, Teutschenthal Mitte és Teutschenthal West), Teutschenthal Bahnhof, Eisdorf, Köchstedt (1993. november 1. óta) |
| Zscherben         | 2005. január 1.     | Zscherben |
| A településrészek |                     | |

## Galéria

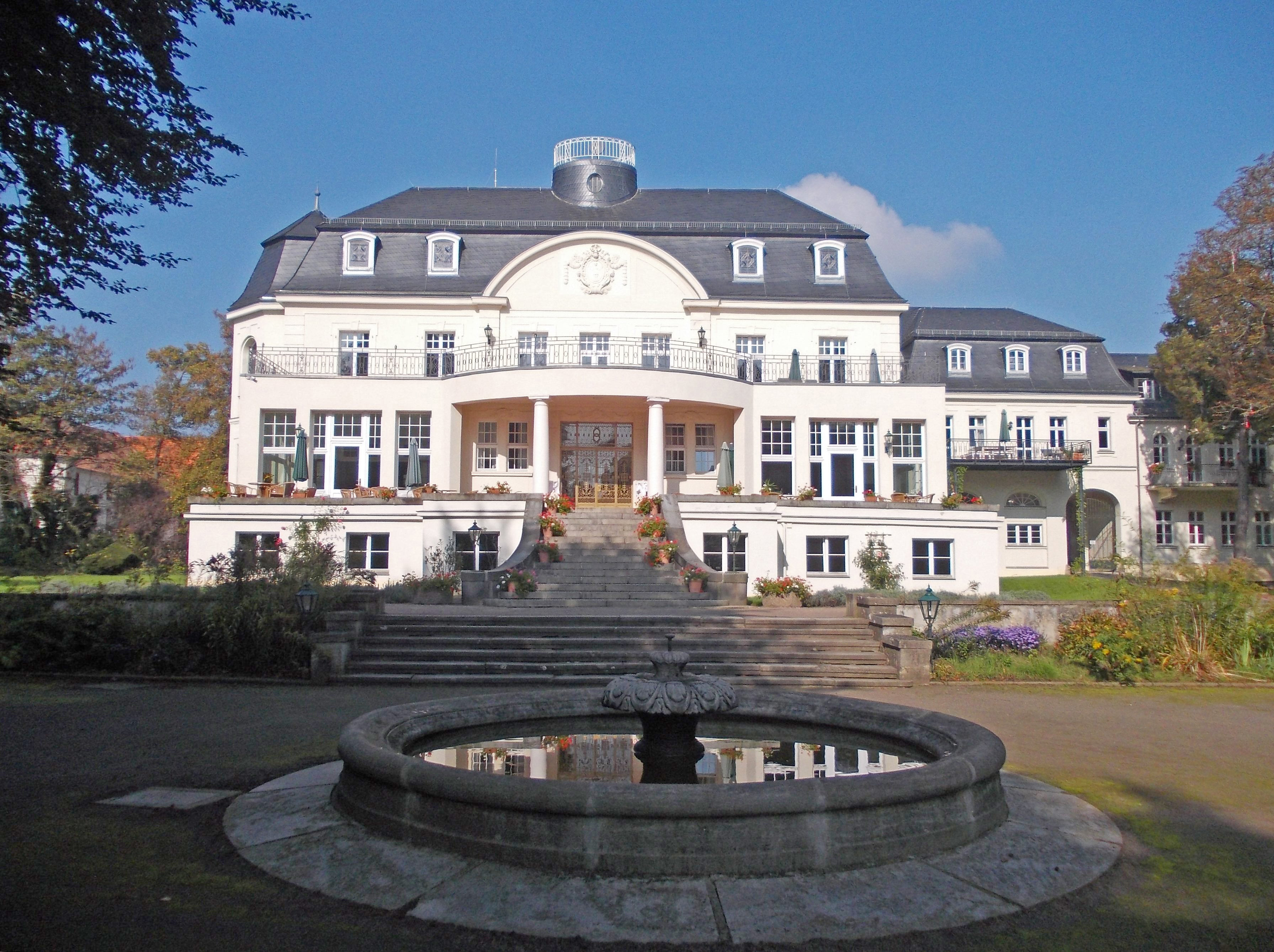
Teutschenthal kastély
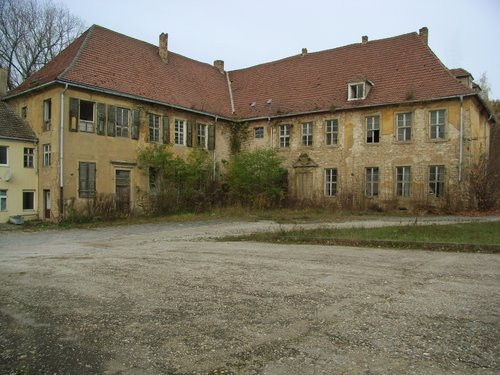
Würdenburg kastély (2013)
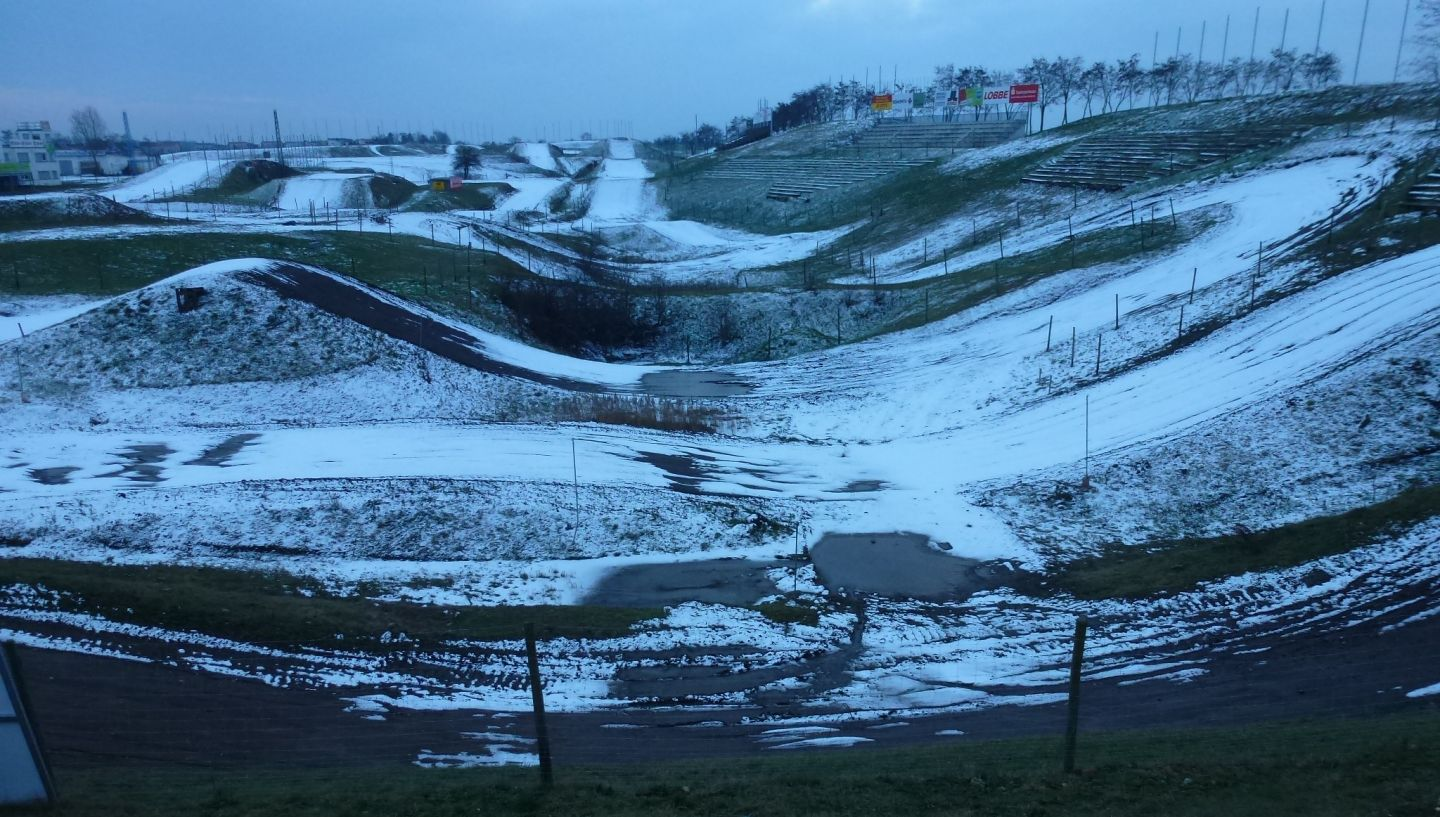
Motocross-Strecke
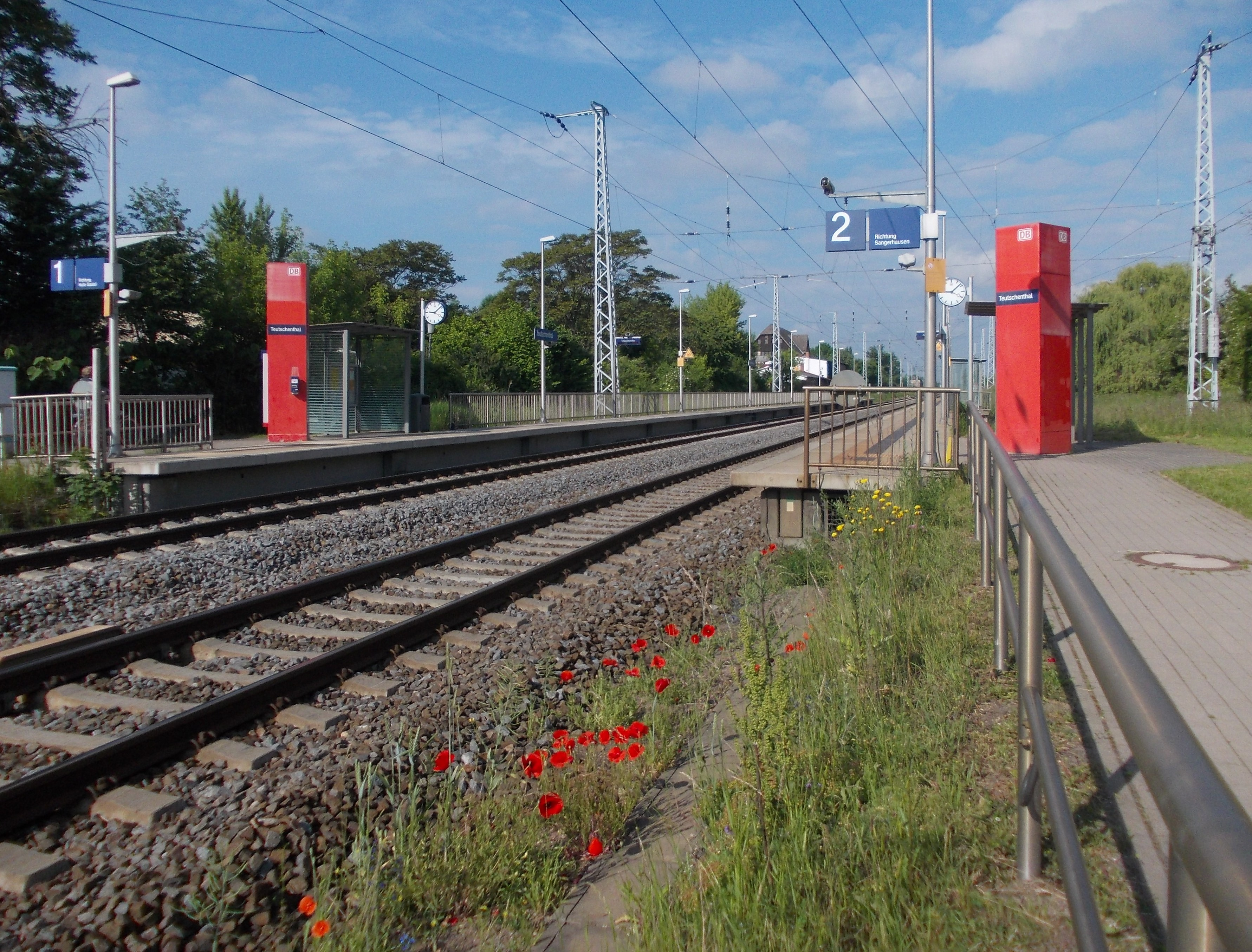
A vasútmegálló

## Népesség
A település népességének változása:
| Lakosok száma | 12 888 | 12 850 | 12 793 | 12 743 | 12 712 |
|               | 2017   | 2019   | 2021   | 2022   | 2023   |